# Adlib

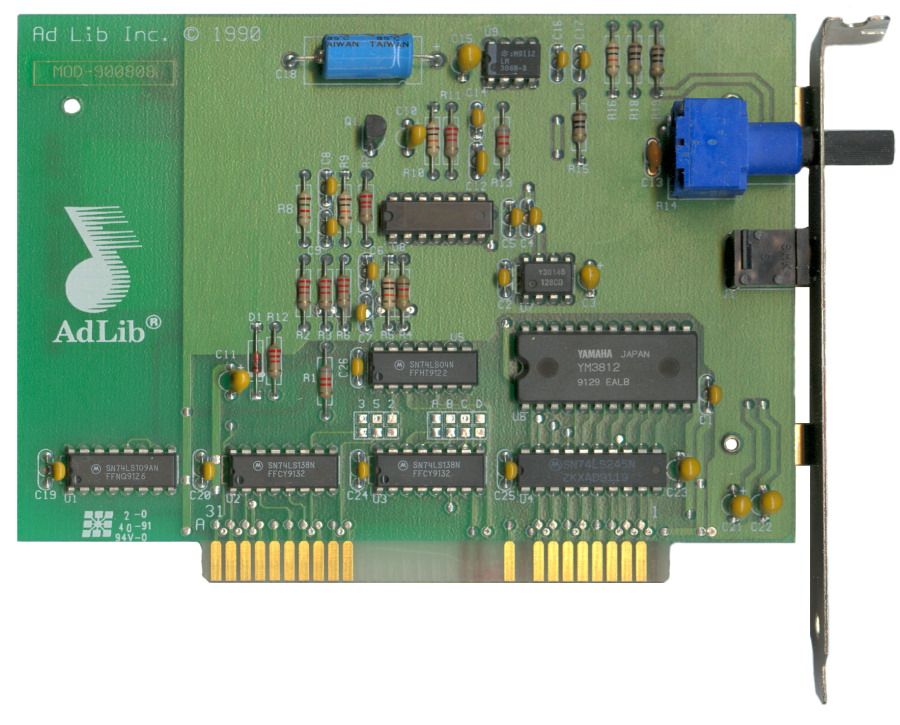
Ett AdLib-kort

Adlib, formellt AdLib, är ett MIDI-ljudkort tillverkat av det kanadensiska företaget AdLib, inc. mellan 1987 och 1992. (Ad lib är en förkortning av latinets 'ad libitum' och är en musikterm som översatt betyder efter behag eller efter godtycke.) De flesta äldre Sound Blaster-ljudkorten har AdLib-kompatibilitet.